# Walter Lämmerzahl
Hermann Wilhelm Walter Lämmerzahl (* 11. August 1911 in Schwarzburg; † 28. September 1981 in Bahrendorf) war ein deutscher Chirurg.
Lämmerzahl wurde als Sohn einer Schwarzburger Bäcker- und Konditorfamilie geboren. Von 1918 bis 1931 besuchte er die Grund- und Oberrealschule seiner thüringischen Heimatstadt. Anschließend studierte er Medizin an den Universitäten München, Halle und Jena. In Jena wurde er 1939 mit einer Dissertation „Die haptische Erfassung der Raumrichtungen bei veränderter Körperlage“ zum Dr. med. promoviert.
Seine Weiterbildung zum Facharzt für Chirurgie absolvierte er dann unter Friedrich Lotsch im Kreiskrankenhaus in Burg (bei Magdeburg).
Im Zweiten Weltkrieg wurde Lämmerzahl in den Landkreis Wanzleben dienstverpflichtet, wo er 1944 in Klein Wanzleben ein Hilfskrankenhaus mit 75 Betten gründete.
1945 richtete er ein Krankenhaus im Schloss Bahrendorf ein, welches nach Ausbau mit einer Kapazität von zeitweise 240 Betten bis 2002 als Krankenhaus genutzt wurde und von Walter Lämmerzahl als Ärztlicher Direktor bis 1976 geleitet wurde. Besonders bekannt wurde das Kreiskrankenhaus Bahrendorf durch die Versorgung der Verletzten und Schwerverbrannten nach dem Eisenbahnunfall von Langenweddingen am 6. Juli 1967 mit 93 Toten.
Neben seiner Tätigkeit am Krankenhaus engagierte sich Lämmerzahl in vielen Bereichen für die Gesundheitsversorgung der Bevölkerung. Von 1952 bis 1959 war er Kreisvorsitzender des Deutschen Roten Kreuzes und von 1959 bis 1976 Vorsitzender im Bezirk Magdeburg. Walter Lämmerzahl wurde 1960 als Verdienter Arzt des Volkes und 1961 mit dem Titel eines Obermedizinalrates geehrt und erhielt u. a. den Vaterländischen Verdienstorden der DDR in Gold und die Hufeland-Medaille in Gold.
Walter Lämmerzahl starb 1981 im Alter von 70 Jahren in Bahrendorf.